# Canal de Tauste
Canal de Tauste är en kanal i Spanien. Den ligger i den nordöstra delen av landet, 260 km nordost om huvudstaden Madrid.